# Un soir de neige
Un soir de neige, FP 126, est une cantate de chambre pour chœur mixte a cappella à six voix, composée par Francis Poulenc en 1944, sur des textes de Paul Eluard.

## Génèse
L'œuvre est dédiée à la comtesse Marie-Blanche de Polignac, à qui Poulenc adresse ces mots : 

« Pour le Noël de Marie-Blanche, tendrement, Francis, 25 décembre 44. Excusez cette cantate sur la neige, tout à coup pleine de boue. »

La création a lieu à Paris le 21 avril 1945 lors d'un concert de la Pléiade.

## Composition
La cantate est constituée de quatre parties :
1. De grandes cuillers de neige
2. La bonne neige
3. Bois meurtri
4. La nuit le froid la solitude

Les textes sont issus du recueil Dignes de vivre de 1944 et Poésie et Vérité 42 de Paul Eluard.
L'oeuvre est écrite pour chœur mixte a cappella à six voix (SAATBB) ou six voix solos.
La durée d'exécution de l'oeuvre est d'environ 7 minutes.

## Texte
Merci de procéder au transfert en conservant l'historique. 

### 1. De grandes cuillers de neige
De grandes cuillers de neige

Ramassent nos pieds glacés

Et d’une dure parole

Nous heurtons l’hiver têtu

Chaque arbre a sa place en l’air

Chaque roc son poids sur terre

Chaque ruisseau son eau vive

Nous nous n’avons pas de feu.
— Paul Eluard, Le feu, dans Dignes de vivre (1944)

### 2. La bonne neige
La bonne neige le ciel noir

Les branches mortes la détresse

De la forêt pleine de pièges

Honte à la bête pourchassée

La fuite en flèche dans le cœur

Les traces d’une proie atroce

Hardi au loup et c’est toujours

Le plus beau loup et c’est toujours

Le dernier vivant que menace

La masse absolue de la mort
— Paul Eluard, Le Loup (I), Poésie et Vérité 42

### 3. Bois meurtri
Bois meurtri bois perdu d’un voyage en hiver

Navire où la neige prend pied

Bois d’asile bois mort où sans espoir je rêve

De la mer aux miroirs crevés

Un grand moment d’eau froide a saisi les noyés

La foule de mon corps en souffre

Je m’affaiblis je me disperse

J’avoue ma vie j’avoue ma mort j’avoue autrui

Bois meurtri, bois perdu

Bois d’asile bois mort
— Paul Eluard, Derniers Instants, Poésie et Vérité 42

### 4. La nuit le froid la solitude
La nuit le froid la solitude

On m’enferma soigneusement

Mais les branches cherchaient leur voie dans la prison

Autour de moi l’herbe trouva le ciel

On verrouilla le ciel

Ma prison s’écroula

Le froid vivant le froid brûlant m’eut bien en main.
— Paul Eluard, Du dehors, Poésie et Vérité 42

## Discographie sélective
- 1994, Poulenc, Ravel : Chœurs profanes, Accentus, Laurence Equilbey (dir.), Disques Pierre Verany
- 2000, Poulenc: Musique chorale séculière, Nederlands Kamerkoor, Eric Ericson (dir.), Globe
- 2005, Francis Poulenc: Figure Humaine, Quatre petites prières de Saint François d'Assise, RIAS Kammerchor, Daniel Reuss (dir.), Harmonia Mundi
- 2011, Ludus Verbalis volume I, Ensemble Aedes, Mathieu Romano (dir.), Outhere